# Stade Charles Konan Banny
Das Stade Charles Konan Banny (auch bekannt als Stade de Yamoussoukro) ist ein Fußballstadion mit Leichtathletikanlage in der ivorischen Hauptstadt Yamoussoukro, im gleichnamigen Distrikt, im Zentrum des Landes. Es trug zunächst den Namen Stade de Yamoussoukro. Im April 2023 wurde es zu Ehren des an COVID-19 gestorbenen Politikers Charles Konan Banny (1942–2021) in Stade Charles Konan Banny umbenannt. Er war von Dezember 2005 bis April 2007 Premierminister der Elfenbeinküste. Es ist eines von sechs Stadien des Afrika-Cup 2024.

## Geschichte
Im September 2017 startete die Regierung der Elfenbeinküste eine internationale Ausschreibung zum Bau eines Fußballstadions mit Leichtathletikanlage in der Hauptstadt Yamoussoukro. Dieses Bauprojekt ist Teil zum Ausbau der Sportinfrastruktur des Landes. Ein weiterer Anlass für die Errichtung war die Vergabe des Afrika-Cup 2022 an das Land. Durch die Verlegung des Afrika-Cup 2019 von Kamerun nach Ägypten, aufgrund von Verzögerungen bei Infrastrukturvorhaben an den geplanten Spielorten, durfte Kamerun den Afrika-Cup 2022 ausrichten und die Elfenbeinküste wurde Standort des Afrika-Cup 2024. Aus den 45 Bietern wurde ein Konsortium unter Führung von Sogea-Satom (eine Tochtergesellschaft der VINCI Construction) mit Beteiligung von Egis, Baudin Chateauneuf und Alcor ausgewählt. Der Entwurf des Architekturbüros SCAU erhielt den Zuschlag. Die Verträge wurden am 1. März 2018 unterzeichnet und im Monat darauf begannen die Arbeiten. Der offizielle Spatenstich, in Anwesenheit von Premierminister Amadou Gon Coulibaly, fand erst am 19. Oktober 2018 statt. Die Eröffnung war für 2020 geplant.
Aufgrund der COVID-19-Pandemie verzögerte sich die Eröffnung bis Sommer 2021. Das Stadion war im Herbst des Jahres für die Qualifikationsspiele zur Fußball-Weltmeisterschaft 2022 eingeplant. Der Bau kostete 47 Mrd. XOF (rund 71,65 Mio. Euro). Es wurden von der Confédération Africaine de Football (CAF) aber infrastrukturelle Mängel, vor allem in Bezug auf die Sicherheit, festgestellt. Die Partien mussten, aufgrund von Renovierungsarbeiten an den heimischen Stadien, in das Stade de l’Amitié in die beninische Hauptstadt Cotonou verlegt werden. Die CAF erteilte eine bedingte Genehmigung für das Qualifikationsspiel am 3. Juni 2022 zum Afrika-Cup 2024 gegen Sambia. Die Heimmannschaft siegte im Eröffnungsspiel vor 20.000 Zuschauern mit 3:1. Das erste Tor im neuen Stadion erzielte Serge Aurier. Es war auch das Debüt von Nationaltrainer Jean-Louis Gasset.
Das Stadion bietet umlaufend einen Tribünenring, der die Leichtathletikanlage (Kunststoffbahn) und das Spielfeld aus Hybridrasen umfasst. Die Haupttribüne verfügt zusätzlich über einen Oberrang. Die Ränge sind über eine geschwungene Dachkonstruktion komplett gedeckt. Die Haupttribüne im Westen bietet u. a. Räume, Büros, Umkleidekabinen, einen V.I.P.-Bereich und einen Pressebereich. Der Tribünenring wurde im Boden versenkt, auf Böschungen, außer der Haupttribüne, gebaut und schließt am Rand mit dem umgebenden Gelände ab. Die Kunststoffsitze auf der Gegentribüne im Osten tragen die Landesfarben. Der Rest der Sitze sind in blauer Farbe. Zwei Eingänge auf der Westseite trennen den Hauptrang vom Rest der Tribünen ab. Am Dachrand der Haupttribüne sind Flutlichter angebracht. Auf der Gegenseite stehen zwei Flutlichtmasten. Um das Stadion sind kleine, einstöckige Bauten angeordnet. Sie werden als Gastronomieeinrichtungen und Toilettenräume genutzt. Das gesamte Gelände umfasst, inklusive der Parkplätze, eine Fläche von 24,66 Hektar.

## Spiele des Afrika-Cup 2024 in Yamoussoukro
In Yamoussoukro fanden fünf Partien der Gruppe C, ein Spiel der Gruppe D sowie ein Achtel- und ein Viertelfinale statt.
- 15. Jan. 2024, 15:00 Uhr MEZ, Gruppe C:  Senegal –  Gambia 3:0
- 15. Jan. 2024, 18:00 Uhr MEZ, Gruppe C:  Kamerun –  Guinea 1:1
- 19. Jan. 2024, 18:00 Uhr MEZ, Gruppe C:  Senegal –  Kamerun 3:1
- 19. Jan. 2024, 21:00 Uhr MEZ, Gruppe C:  Guinea –  Gambia 1:0
- 23. Jan. 2024, 18:00 Uhr MEZ, Gruppe C:  Guinea –  Senegal 0:2
- 23. Jan. 2024, 21:00 Uhr MEZ, Gruppe D:  Angola –  Burkina Faso 2:0
- 29. Jan. 2024, 21:00 Uhr MEZ, Achtelfinale:  Senegal –  Elfenbeinküste 1:1 n. V. (1:1, 1:0), 4:5 i. E.
- 03. Feb. 2024, 21:00 Uhr MEZ, Viertelfinale:  Kap Verde –  Südafrika 0:0 n. V., 1:2 i. E.